# Harry Dahl
Harry Dahl (* 7. August 1929 in Schönebeck) ist ein ehemaliger Oberst des Ministeriums für Staatssicherheit (MfS) und Offizier der Volkspolizei der Deutschen Demokratischen Republik (DDR). Er war von 1975 bis 1985 Leiter der Abteilung XXII des MfS, zuständig für Terrorabwehr, und war maßgeblich an der Zusammenarbeit des MfS mit der bundesdeutschen Terrororganisation Rote Armee Fraktion (RAF) beteiligt.

## Leben
Nach dem Abschluss der Mittelschule 1945 erlernte Dahl bis 1948 den Beruf des Handlungsgehilfen, ging aber 1949 an die Offizierschule der Volkspolizei und war in der Direktion in Burg (bei Magdeburg) eingesetzt. 1952 wurde er Politkulturleiter innerhalb der Volkspolizei. 
Im Jahr 1956 wechselte Dahl zum MfS und wurde Mitarbeiter der Abteilung III, zuständig für Wirtschaft, in der Bezirksverwaltung Frankfurt (Oder). Von 1958 bis 1960 studierte Dahl an der Juristischen Hochschule des MfS (JHS) in Potsdam-Eiche und wurde Diplom-Jurist. Ab 1962 war er innerhalb des MfS zuständig für das Wehrbezirkskommando der Nationalen Volksarmee in Frankfurt (Oder). 1966 wurde Dahl Beauftragter des Leiters der Bezirksverwaltung für äußere Abwehr und Aufklärung. 1974 wurde er an der JHS promoviert.
Im selben Jahr wurde Dahl Offizier für Sonderaufgaben in der Arbeitsgruppe beim 1. Stellvertreter des Ministers für Staatssicherheit und im Jahr 1975 zum Oberst befördert. Von 1975 bis 1985 war Dahl Leiter der Abteilung XXII des MfS, zuständig für Terrorabwehr, in Ostberlin. Zum 1. Juli 1985 wurde er aus gesundheitlichen Gründen vorzeitig aus dem MfS entlassen.
Im Jahr 1978 stellte Dahl auf dem Flughafen Berlin-Schönefeld den ersten Kontakt zwischen dem MfS und der bundesdeutschen, linksextremistischen Rote Armee Fraktion (RAF) her, indem er die Terroristin Inge Viett traf. Unter Dahls Mitwirkung nahm die DDR in den frühen 1980er Jahren zehn sogenannte Aussteiger der RAF auf, stattete sie mit neuen Identitäten aus und ließ sie in der DDR leben. 
Nach der Verhaftung der Aussteiger im Jahr 1990 wurde Dahl wegen versuchter Strafvereitelung vor dem Berliner Landgericht angeklagt und am 7. März 1997 zu einer Geldstrafe auf Bewährung verurteilt. 1998 hob der Bundesgerichtshof im Revisionsverfahren das Urteil auf und sprach Dahl sowie die beiden Mitangeklagten in allen Anklagepunkten frei. Inwieweit es zu Unterstützung der RAF über das Aufnehmen der Aussteiger hinaus gekommen ist und welche Rolle Dahl dabei spielte, ist Gegenstand aktueller Forschung.